# Отбельный цех фабрики «Красное Знамя»
Отбельный цех фабрики «Красное Знамя» — памятник архитектуры, здание, входившее в состав ныне не существующей трикотажной фабрики «Красное знамя». Расположен в Санкт-Петербурге, современный адрес дома — Пионерская улица, 53 (двор).
Проект нового комплекса фабрики был заказан немецкому архитектору Эриху Мендельсону Ленинградским трестом текстильного производства в 1925 году. Один из вариантов утвердили весной 1926 года, тогда же началось строительство, которое шло в две очереди — в 1926—1929 и 1934—1937 годах. Реализованный проект был сильно упрощён при доработке С. О. Овсянниковым и И. А. Претро, вследствие чего Мендельсон отказался от авторства. У комплекса должна была быть высокая прямоугольная башня заводоуправления. С трёх сторон квартала должны были стоять производственные корпуса по четыре этажа каждый с каркасом из железобетона, облицовкой кирпичом и идущим горизонтальными полосами остеклением. Из всех корпусов по данному проекту возвели только главный трикотажный цех.
Отбельный цех, как и два прочих цеха во дворе, по сравнению с проектом оказался лишён вентиляционных надстроек трапециевидного сечения. В его основе — железобетонные рамы, снаружи на продольных сторонах выступают расширяющиеся кверху рёбра. Крыши двускатные, с фонарями верхнего света. Несущие конструкции внутри помещений открыты.
В 2006 году существовал план разместить к 2012 году на территории комплекса жилые помещения, общественно-деловые и культурно-развлекательные центры: так, в частности, планировалось разместить музей современного искусства в здании силовой подстанции, но этот проект не состоялся. В 2014 году участок был выставлен на продажу, к 2015 году для постройки жилого дома была выкуплена четверть участка рядом с ТЭЦ, силовую подстанцию приспособили под торговый центр, а новый дом построили, как утверждалось, в соответствующем памятнику архитектуры конструктивистском стиле. На месте одного из неохраняемых корпусов фабрики в том же году был построен яйцеподобный бизнес-центр, с конца 2010-х годов прочая территория осваивается под строительство новых жилых зданий, исторические корпуса приспосабливаются под лофты.
В 2009 году обсуждалось исключение из списка выявленных памятников архитектуры производственного здания и трёх мастерских фабрики «Красное знамя». В 2017 году эксперты дискутировали о сохранности здания ТЭЦ. В апреле 2021 года было инициировано обсуждение снятия охранного статуса с чулочно-красильного цеха и юго-западной части Главного трикотажного цеха, в августе эти здания были лишены статуса, в феврале 2023 года была анонсирована постройка на их месте жилого дома в целом в стиле облика цеха-памятника.